# Vetenskapsåret 1793

## Händelser

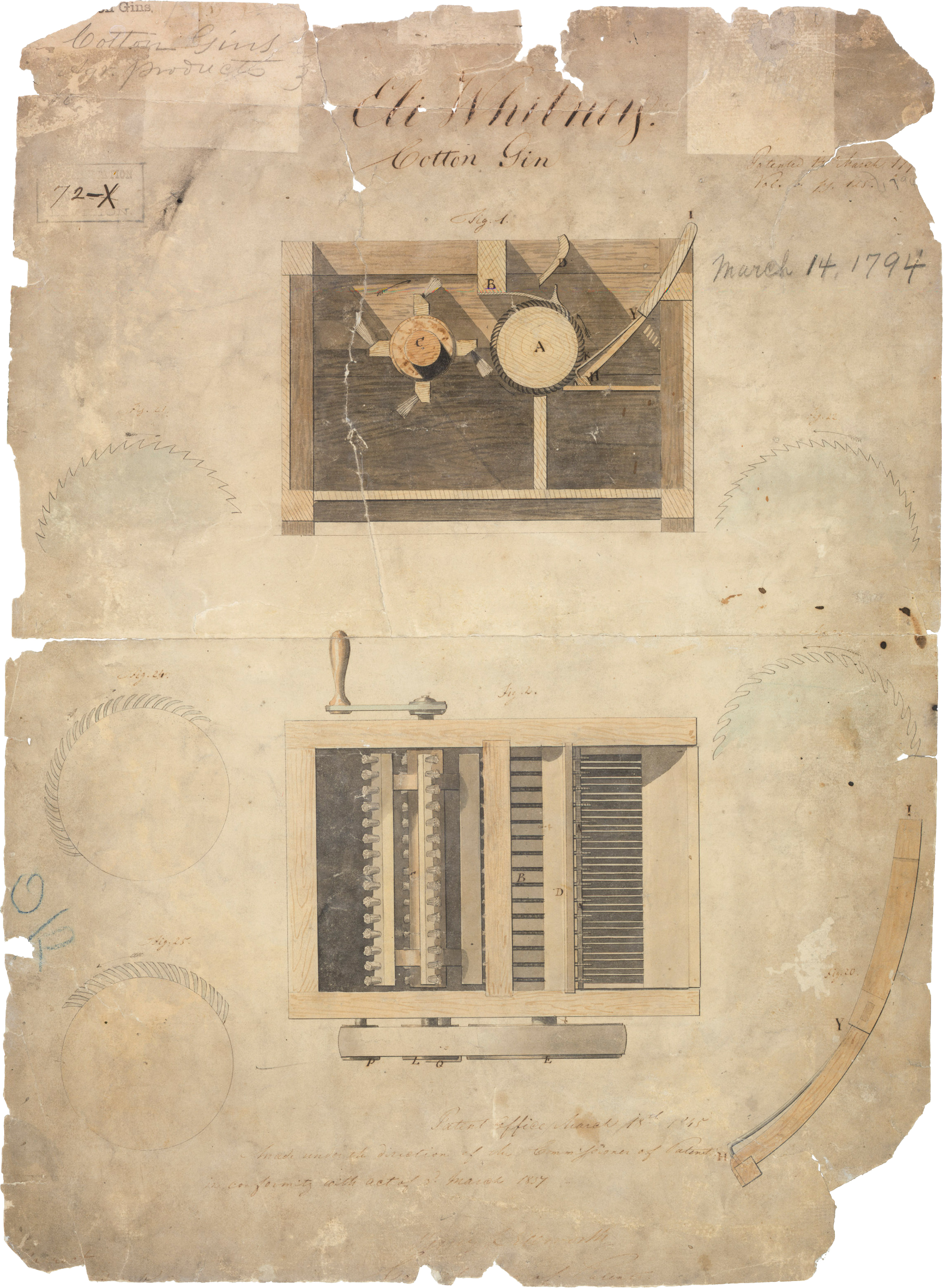
Patentet för bomullsginmaskinen från 1794.

- Eli Whitney uppfinner egrenermaskinen och tar patent året efter.

### Anatomi
- Okänt datum -  John Bell börjar i Edinburgh publicerar The Anatomy of the Bones, Muscles & Joints (första volymen av The Anatomy of the Human Body, som senare kommer genomgå minst sju upplagor) och Discourses on the Nature and Cure of Wounds med illustrationer av honom själv och hans bror Charles.[1][2]

## Pristagare
- Copleymedaljen: Ej utdelad

## Födda
- 20 februari - Christian Pingel (död 1852), dansk mineralog.
- 8 april - Karl Ludwig Hencke (död 1866), tysk astronom.
- 15 april - Friedrich Georg Wilhelm Struve (död 1864), tysk astronom.
- April - Thomas Addison (död 1860), engelsk läkare och forskare.
- 1 maj - Ernst Friedrich Glocker (död 1858), tysk mineralog.
- 14 juli - George Green (död 1841), brittisk fysiker och matematiker.
- 3 oktober - Carl Johan Ekströmer (död 1860), svensk kirurg.
- 11 oktober - Henrik Johan Walbeck (död 1822), finländsk astronom och geodet.
- 15 november - Michel Chasles (död 1880), fransk matematiker.
- Carl Johan Hill (död 1875), svensk matematiker.

## Avlidna
- 2 februari - William Aiton (född 1731), skotsk botaniker.
- 27 februari - Karl Friedrich Wenzel (född 1740), tysk kemist och metallurg.
- 21 april - John Michell (född 1724), brittisk naturfilosof och geolog.
- 20 maj - Charles Bonnet (född 1720), schweizisk biolog.
- 26 juni - Gilbert White (född 1720), engelsk biolog.
- 12 november - Jean Sylvain Bailly (född 1730), fransk astronom.
- Nicolaas Laurens Burman (född 1734), holländsk botaniker.
- Daniel Rolander (född 1725), svensk botaniker, en av Linnés lärjungar.
- Eliza Lucas (född 1722), amerikansk agronom.

### Fotnoter
1. ↑  Baston, K. Grudzien (2004). ”Bell, John (1763–1820)”. Oxford Dictionary of National Biography. Oxford University Press. doi:10.1093/ref:odnb/2013. http://www.oxforddnb.com/view/article/2013. Läst 6 april 2011. (Prenumeration eller UK public library-medlemskap krävs)
2. ↑  Jacyna, L. S. (2004). ”Bell, Sir Charles (1774–1842)”. Oxford Dictionary of National Biography. Oxford University Press. doi:10.1093/ref:odnb/1999. http://www.oxforddnb.com/view/article/1999. Läst 6 april 2011.